# Contra (nàutica)

1.- Botavara
2.- Pal
3.- Agullot
4.- Vela
5.- Amantina
6.- Puny d'escota
7.- Escota
8.- Contra
9.- Tensor de gràtil

En els velers, la contra és un dispositiu que permet mantenir la botavara perpendicular al pal. Amb aquesta actuació la forma de la vela adopta una disposició més adequada que la que agafaria deixant la botavara lliure (i amb tendència a aixecar-se per les tensions de la vela).

## Variants

### Disposició diagonal directa
La variant més senzilla consisteix en unir la part davantera de la botavara i la part més baixa del pal amb un sistema de cordes i politges. Aquesta disposició permet el lliure gir de la botavara en sentit horitzontal però impedeix el moviment vertical.
Una altra variant, emprada en grans velers de regates, es basa en un pistó hidràulic disposat en diagonal i ancorat a la botavara i a la base del pal. La pressió necessària prové d’una bomba manual o accionada elèctricament.

### Disposició perpendicular amb carril
Els dos sistemes anteriors, amb cordes o pistons, poden adoptar una disposició perpendicular a la botavara i ancorar-se a un carro que es pot desplaçar sobre un carril semicircular. Una contra perpendicular amb carril pot funcionar amb una botavara molt baixa sobre coberta.

### Casos especials
Quan la botavara està situada molt baixa sobre la coberta i l'espai per a situar una contra convencional és reduït, hi ha solucions enginyoses que permeten solucionar el problema. Un dels sistemes possibles és situar la contra entre el pal i la part superior de la botavara, emprant un cilindre hidràulic. En aquest cas la contra treballa empenyent la botavara. Una altra solució és una variant de les contres tradicionals. El sistema més popular es basa en un conjunt de politges i una corda; conjunt que treballa en diagonal. Un sistema, també freqüent, aprofita l'acció d'una palanca rígida moguda per un aparell de politges més senzill (la desmultiplicació principal la fa la palanca). Hi ha sistemes de palanca que poden funcionar amb alçàries molt petites.

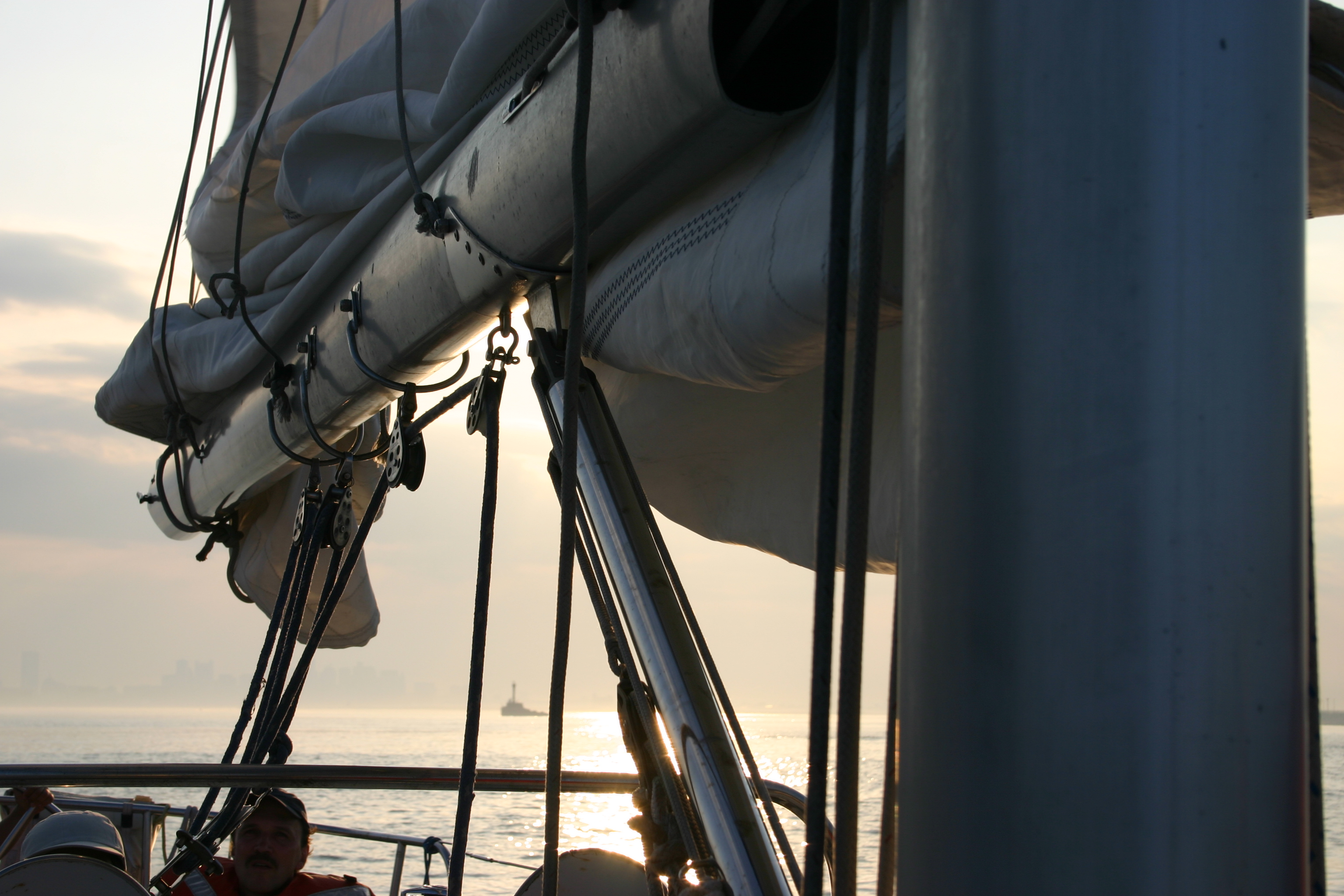
Contra amb pistó hidràulic i retenidor de cordes
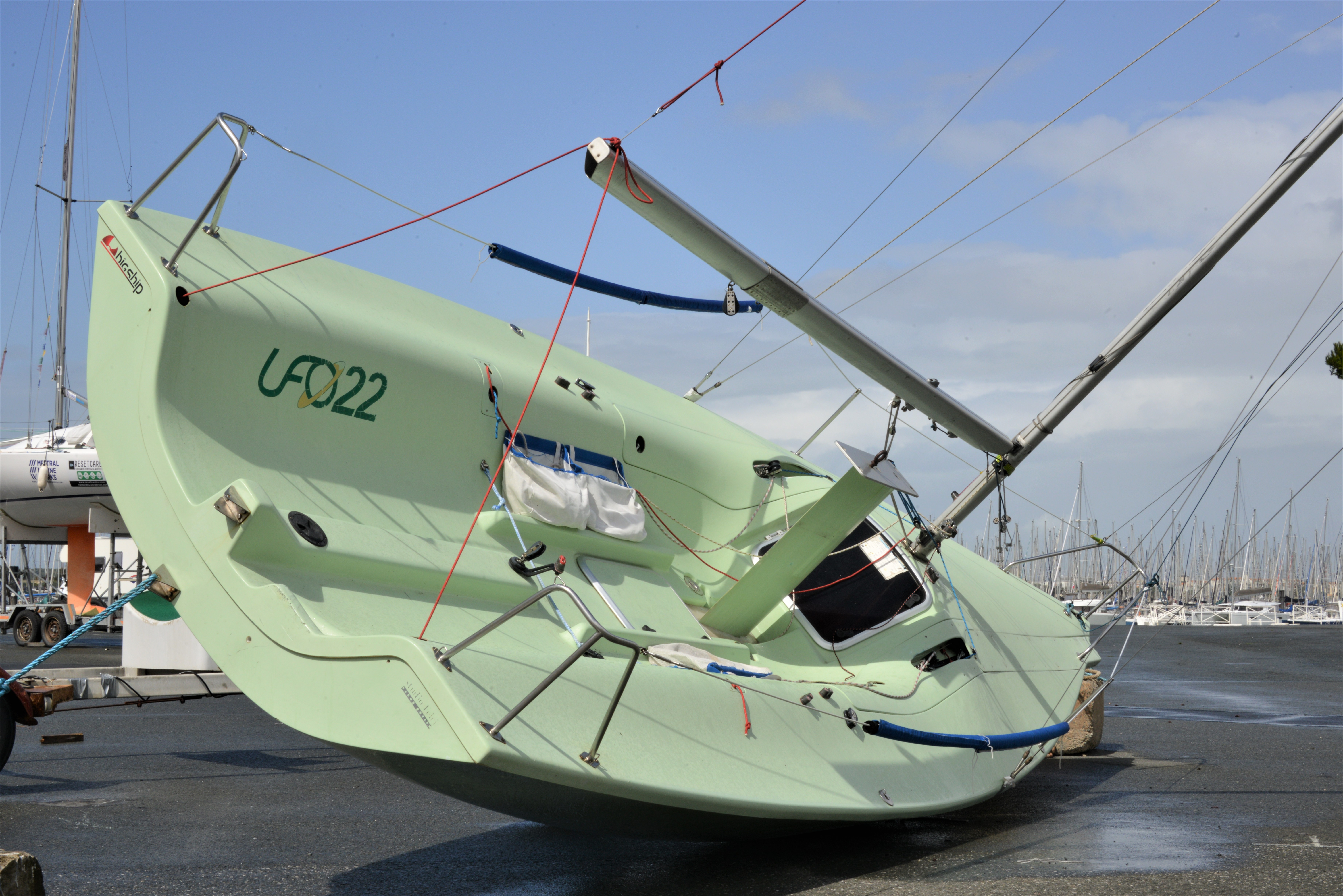
Contra convencional de cordes
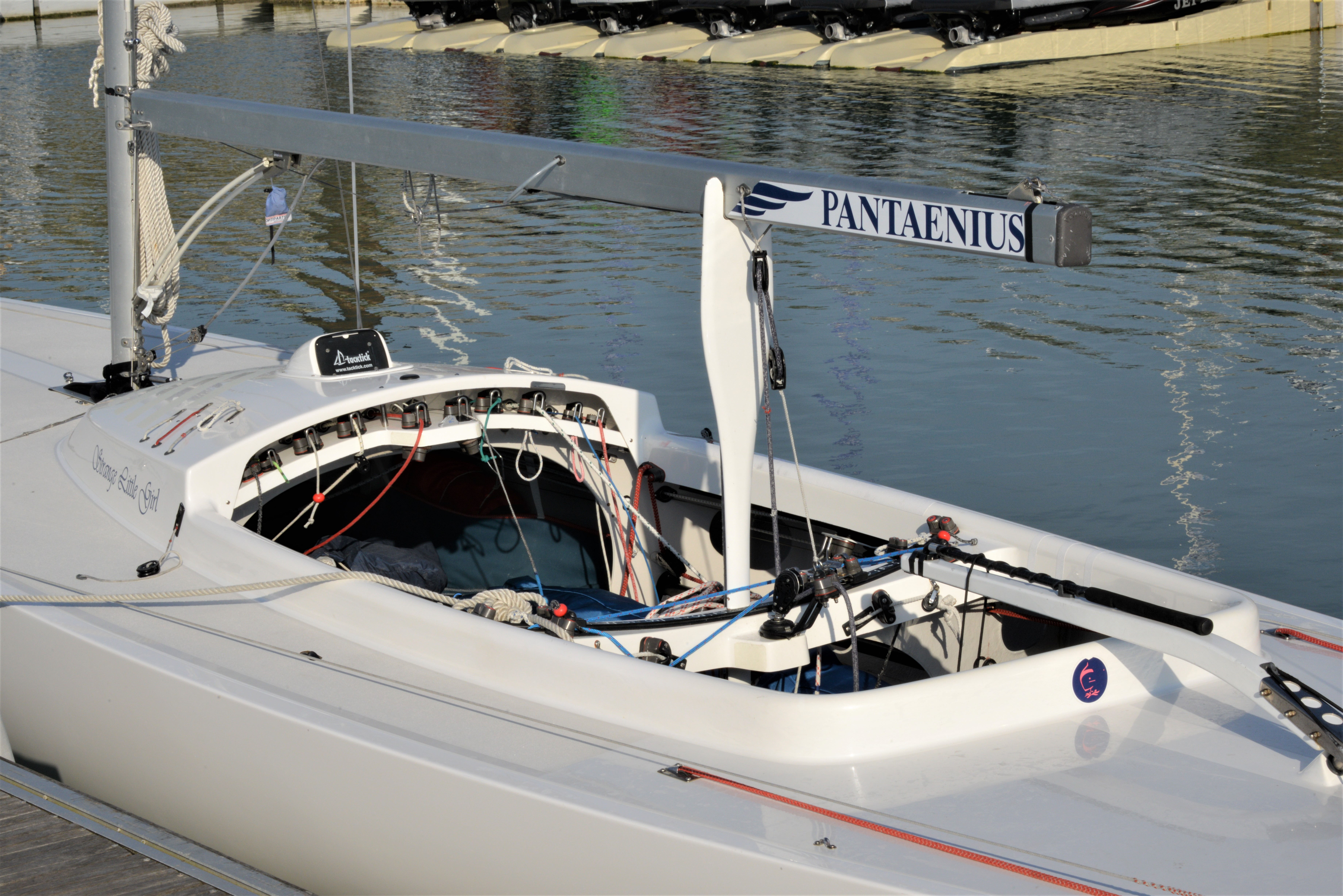
Contra convencional d'un un veler de la classe Dragon. Les dues barres blanques corresponen a un sistema empenyidor